# 住友生命いずみホール
住友生命いずみホール（すみともせいめいいずみホール）は、大阪府大阪市中央区城見の大阪ビジネスパーク（OBP）に所在する住友生命OBPプラザビルに併設されたホール。
本項では入居する住友生命OBPプラザビルについても記載する。

## 住友生命OBPプラザビル
OBPの住友生命保険ブロック南東位置に、「いずみホール」を抱いたオフィスカルチャーコンプレックスとして建設され、テナントオフィスビルを高層部（7階～17階）、低層部（2階～6階）には「いずみホール」が設けられた。
外観は、住友生命ブロックとしてまとまった景観を意図して、既設建物との連続感をもたせているが「音楽ホール」としての存在感も標榜させた特徴ある計画としている。オフィスゾーンの基準階は、約1,650㎡の床面積で、南北ダブルコアと約1,300㎡の事務室で構成されている。

## 住友生命いずみホール
ビル低層部に、住友生命の60周年記念事業の一環として計画されたコンサートホールである。席数821席のシューボックス型。2016年11月に優良ホール100選に選出された。いずみシンフォニエッタ大阪がレジデントオーケストラを務める。名称の「いずみ」は住友家の屋号「泉屋」に由来する。
整備にあたっては、演奏者と聴衆とがお互いの表情を認め合う身近さで、音楽の世界に味濃くひたることができる「音場づくり」を目指し、ウィーン・フィルハーモニー管弦楽団の本拠地であるウィーン楽友協会大ホールをモデルとした。フランスのケーニヒ社製のパイプオルガンが設置されている。
2018年3月、開館30周年を控え、安全性と快適性の確保のため大規模改修工事を実施（同年9月末まで）。2020年4月1日、ホール名称を「いずみホール」から「住友生命いずみホール」へと改めた。
開館当初から、音楽学者の礒山雅が音楽ディレクターを務めてきたが、2018年に磯山が不慮の事故で死去。これに伴い、2021年春、磯山の弟子である堀朋平が音楽アドバイザーに就任した。

## アクセス
- JR大阪環状線 大阪城公園駅より徒歩約3分
- Osaka Metro長堀鶴見緑地線 大阪ビジネスパーク駅より徒歩約5分
- JR大阪環状線、JR東西線、京阪本線 京橋駅より徒歩約8分